# Pannerone
Il Panerone o Pannerone è un formaggio grasso a pasta cruda, da latte bovino intero, tipico della bassa Lombardia (in particolar modo dell'area comprendente le province di Cremona, di Lodi e di Pavia), riconosciuto dal Ministero delle politiche agricole alimentari e forestali come prodotto agroalimentare tradizionale italiano. Deve il suo nome alla parola dialettale milanese “panéra”, che significa panna, in quanto la sua produzione prevede l'utilizzo esclusivo di latte intero, ricco di grasso.
Le caratteristiche - uniche nel panorama caseario italiano - del Panerone sono: l'assenza di salatura; la lavorazione contraddistinta dall'uso di forti dosi di caglio; la temperatura elevata di maturazione.

## Storia
Le origini di questo formaggio risalgono al medioevo:  infatti fu creato per la prima volta dai monaci benedettini, che poi insegnarono ai contadini i segreti della sua lavorazione.
Prima della seconda guerra mondiale, la sua produzione era diffusa in tutta la bassa Lombardia, benché il centro di produzione fosse a Pandino (CR); talvolta viene ancora chiamato panerone lodigiano, per avere avuto il suo mercato tradizionale a Lodi.
I produttori si sono ridotti a tre, a causa dello scarsissimo consumo odierno: uno a Caselle Lurani (LO), l'altro a Pandino (CR) e un terzo a Casalpusterlengo(LO).
Il Pannerone di Lodi è un presidio Slow Food dal 2003, a causa del rischio di estinzione.

## Processo produttivo
Il latte vaccino intero crudo viene coagulato attorno ai 30 °C in mezz'ora circa con relativamente grandi dosi di caglio ; l'impasto viene poi fatto riposare per circa un quarto d'ora e quindi sminuzzato manualmente in pezzetti molto piccoli, che vengono avvolti in sacchetti di tela e lasciati riposare per circa mezz'ora, affinché si depositi il siero. La cagliata viene nuovamente ridotta a pezzetti e sistemata nelle fascere, dove resta 4–5 giorni ad una temperatura di 28–32 °C, al fine di completare lo spurgo. Infine si può procedere con la stagionatura, che dura circa sessanta giorni. Per produrre un chilogrammo di formaggio occorrono circa 10 litri di latte.

## Aspetto e conservazione
Al termine della stagionatura le forme di Panerone sono cilindriche, con un diametro di 25-30 cm e uno scalzo alto 20 cm. Il peso delle forme stagionate è compreso fra i 10-13 kg per le forme grandi e i 5-6 kg per le forme piccole. La crosta, sottile e liscia, ha un colore giallo paglierino, mentre la pasta è morbida, con un colore bianco panna e un'occhiatura diffusa con grandi alveoli.
A causa del suo aspetto esteriore, che ricorda nella forma il gorgonzola, nonché per il gusto saporito che acquisisce nel corso della stagionatura (a circa 45 giorni), viene anche chiamato gorgonzola bianco per sottolineare la mancanza delle tipiche muffe verdi; in realtà la tecnologia di produzione e le caratteristiche organolettiche dei due formaggi sono alquanto diverse.
Il panerone, in virtù dell'assenza di sale, ha una vita che è intermedia tra quella di un formaggio fresco e quella di uno stagionato: si conserva, infatti, circa 60 giorni.

## Gusto e consumo
Il gusto del Panerone è inizialmente dolce e suadente, ma diventa presto amarognolo e si evidenzia l'insolita mancanza di sale; il particolare contrasto dolce-amaro e l'aroma del tutto particolare ne fanno un formaggio dal sapore e dall'odore insoliti, che non sono graditi a tutti.
Il suo consumo è molto modesto: il Panerone è divenuto più una curiosità gastronomica, che un formaggio di uso frequente. Tipicamente la stagione di consumo è nei mesi invernali, ma viene prodotto tutto l'anno.
Si abbina bene con il miele, la marmellata, la mostarda, le acciughe sotto sale (previa dissalatura). Viene utilizzato nella preparazione di numerosi risotti e di insalate.